# Violettas Puppenbühne
Violettas Puppenbühne war ein Puppentheater in Wegberg, Kreis Heinsberg.

## Geschichte
Es wurde 1992 in Solingen von Eva und Wolfgang Wieden als mobile Puppenbühne gegründet. Von 1998 bis 2012 hatte die Puppenbühne neben der mobilen Bühne mit dem Puppentheater am Böckerhof in Solingen auch einen festen Spielort. Seit 2004 fanden zusätzlich unter dem Motto „Theater am laufenden Band“ Gastauftritte in der Gesenkschmiede Hendrichs, dem Rheinischen Industriemuseum Solingen, statt.
Die künstlerische Leitung der Bühne lag bei Eva Wieden. Ihr Ehemann Wolfgang Wieden war für die kaufmännische Leitung zuständig. Die Stücke wurden teils als reines Puppentheater, teils in einer Mischform aus Puppentheater und Schauspiel inszeniert. Es wurde sowohl mit Handpuppen und Klappmaulpuppen als auch mit Stabpuppen gearbeitet. Das Repertoire wechselte zwischen Märchen- und Kasper-Stücken. Seit 2003 entstanden auch selbstentwickelte Geschichten zum Thema Prävention für Kinder im Vorschulalter. 2005 erhielt mit „Die erzwungene Heirat“ von Molière erstmals auch eine Komödie für Erwachsene Einzug in das Programm.
Im Juni 2012 sahen sich Eva und Wolfgang Wieden gezwungen, das Puppentheater am Böckerhof wegen gestiegener Energiekosten zu schließen. Im Herbst desselben Jahres zogen sie nach Wegberg, um von dort aus den zukünftigen Spielbetrieb zu leiten.
2022 stellten Eva und Wolfgang Wieden aus gesundheitlichen Gründen den Spielbetrieb ein und verkauften den Fundus an Kollegen und Fans. Am 3. Februar 2023 starb Eva Wieden nach längerer Krankheit.
Violettas Puppenbühne war Mitglied beim Verband Deutscher Puppentheater e.V., der UNIMA und bei Faszenario, Figurentheater im Rheinland e.V.

## Repertoire

### Für Kinder
- 1993: Der Schatz von Unterkönigstein (-); Schneewittchen (+)
- 1994: Hänsel und Gretel (+); Der gestiefelte Kater (-)
- 1995: Kasper und die Tomatenmafia (-); Frau Holle (+)
- 1996: Aschenputtel (-); Rumpelstilzchen (-)
- 1997: Der Fischer und seine Frau (-)
- 1998: Kasper und der Zauberstein (+)
- 1999: Der Froschkönig (+); Der Josa mit der Zauberfidel (Janosch) (-); Dornröschen (-); Kasper und der Wunschzettel (+); Du musst gehorchen, Kasper! (-)
- 2000: Das Ostergeschenk der Prinzessin (-); Flieg zum Mond, Kasper! (-); Rotkäppchen und der liebe Wolf (-)
- 2001: Rolli der Schneemann (+); Osterhase Kuschelnase (+); Wie der Kasper zählen lernte (-); Die Sterntaler (-)
- 2002: Der Kasper und das liebe Geld (-); Kasper, jetzt wird aufgeräumt! (-); Zwei Hühnerbeine und ein Ei (-)
- 2003: Rapunzel (-); Die gestohlenen Weihnachtskugeln (-)
- 2004: Ein Geburtstagsgeschenk für den Kasper (-)
- 2005: Kleines Kätzchen Naseweis (+); Der verträumte Weihnachtsmann (-)
- 2006: Die Feuer-Zauber-Show (-); Der Wettlauf zwischen Hase und Igel (-)
- 2009: Die Prinzessin geht zu Fuß (-)
- 2010: Die Geschichte vom Nikolaus (-)
- 2013: Der kleine Häwelmann (Theodor Storm) (-)
- 2017: Können Blumen laufen? (+)[1]
- 2021: Vom Fischer und seiner Frau (+)
- 2022: Der Kaiser und die Nachtigall (+)
- 2022: Das Geschenk der Zahnfee (+)[2]

### Für Jugendliche & Erwachsene
- 1996: Das goldene Vlies oder: Die Wahrheit über Medea (-)
- 2004: Theater am laufenden Band (-)
- 2005: Die erzwungene Heirat (Moliére) (-)
- 2006: Da muss ich ganz alleine durch... (-)
- 2015: Onli ju (-)[3]
- 2021: Das Dekameron (+)[4]

Legende: + = im aktuellen Repertoire, - = abgesetzt

## Auszeichnungen
Violettas Puppenbühne wurde im Dezember 2005 für das Stück „Da muss ich ganz alleine durch...“, einem Figuren-Theater-Spiel zur Gewaltprävention in Grundschulen mit dem 1. Solinger Förderpreis für Gewaltprävention „Am Grafen“ ausgezeichnet.